# Ogniskowa
Ogniskowa, odległość ogniskowa – odległość między ogniskiem układu optycznego a punktem głównym układu optycznego, na przykład odległość środka soczewki cienkiej od punktu, w którym skupione zostaną promienie świetlne, które przed przejściem przez soczewkę biegły równolegle do jej osi. Ogniskową można określić zarówno dla soczewek i ich układów, jak i dla zwierciadeł.
Odległość ogniskowa danego układu optycznego wraz z odległością przedmiotową i obrazową określają jego powiększenie.
Odwrotnością ogniskowej jest zdolność skupiająca układu optycznego.

## Znak ogniskowej
Stosując następującą regułę znakową:
- odległość przedmiotu od układu optycznego > 0,
- odległość obrazu rzeczywistego od układu > 0,
- odległość obrazu pozornego od układu < 0,

można określić znak ogniskowej jako:
- dodatni, gdy jest odległością do ogniska rzeczywistego,
- ujemny, gdy jest odległością do ogniska pozornego.

## Ogniskowa zwierciadła i soczewki
W przypadku zwierciadła sferycznego ogniskowa równa jest połowie promienia krzywizny tego zwierciadła
{\displaystyle f={\frac {R}{2}}.}
Ogniskowa soczewki zależy od promieni krzywizny obu sfer ograniczających soczewkę i współczynnika załamania materiału soczewki oraz współczynnika załamania ośrodka. Można ją obliczyć ze wzoru:
{\displaystyle {\frac {1}{f}}=\left({\frac {n}{n_{o}}}-1\right)\left({\frac {1}{R_{1}}}+{\frac {1}{R_{2}}}\right),}
gdzie:
{\displaystyle R_{1}} i {\displaystyle R_{2}} – odpowiednie promienie krzywizn,
{\displaystyle n} – współczynnik załamania materiału soczewki,
{\displaystyle n_{o}} – współczynnik załamania ośrodka zewnętrznego.
Dodatnie wartości {\displaystyle R_{1}} i {\displaystyle R_{2}} oznaczają powierzchnię wypukłą, a ujemne wklęsłą. Wynika stąd na przykład, że soczewka dwuwklęsła z materiału, którego współczynnik załamania spełnia warunek {\displaystyle n>n_{o},} będzie miała ujemną ogniskową.

## Wpływ jednorodności ośrodka na ogniskową soczewki
Gdy ośrodek zewnętrzny jest jednorodny, bieg promieni nie zależy od ich zwrotu wzdłuż osi optycznej układu. Wówczas ogniskowa po obu stronach soczewki jest taka sama. Jeżeli natomiast po obu stronach znajdują się ośrodki o różnych współczynnikach załamania, ogniskowe mogą być różne, ponieważ są one proporcjonalne do współczynnika załamania ośrodka zewnętrznego:
{\displaystyle {\frac {f_{1}}{n_{1}}}={\frac {f_{2}}{n_{2}}},}
gdzie {\displaystyle n_{1},} {\displaystyle n_{2}} – współczynniki załamania światła dla ośrodków, odpowiednio, z jednej i z drugiej strony soczewki.